# Левков, Владимир Израилевич
Владимир Израилевич Левков (1895, Ростов-на-Дону — 1954, Москва) — советский конструктор первых в мире судов на воздушной подушке (СВП).
В работе «Вихревая теория ротора» (1925) обосновал возможность создания СВП. Испытания первого трёхместного (по другим данным, двухместного) катера Л-1 состоялись в 1935. До 1941 года под его руководством построено 15 опытных катеров с различным водоизмещением (от 2 до 15 тонн). В 1939—1952 годах возглавлял СКБ.

## Биография конструктора
Родился в 1895 году в Ростове-на-Дону.
Окончил Ростовское реальное училище с отличными оценками по всем предметам. Очень интересовался техникой. Учился за границей, в Германии, в Высшей технической школе. После начала Первой мировой войны вернулся на родину и стал студентом Донского политехнического института в Новочеркасске. Окончил институт летом 1921 года. Будучи студентом. начал развивать идею бесколесного вездехода на воздушной подушке, которую предложил К. Э. Циолковский — в 1927 году в Калуге вышла его книга «Сопротивление воздуха и скорый поезд» и тогда же поступила в библиотеку ДПИ.
В середине 1920-х годов предложил создать в ДПИ авиационное отделение с аэродинамической лабораторией. 27 декабря 1929 года Левков В. И. был утвержден профессором кафедры прикладной аэродинамики. Был директором Новочеркасского авиационного института.
11 марта 1939 года приказом наркома судостроительной промышленности И. Ф. Тевосяна профессор был назначен начальником и главным конструктором нового ЦКБ, а производственной базой для строительства летающих катеров стал завод № 445 (бывший планерный) в Тушино, под Москвой.
В октябре 1941 года конструкторское бюро Левкова и завод № 445 были эвакуированы в Алапаевск. Левков занял пост главного инженера завода, который приступил к выпуску десантных планеров.
С 1944 года работал по совместительству на кафедре гидравлики Московского технологического института пищевой промышленности (МТИПП).
В мае 1952 года оставил судостроение и перешел в МТИПП на штатную должность профессора, оставаясь консультантом в ЦКБ, занимавшемся проектированием СВП.
В канун нового, 1954 года прямо в институте у Левкова случился инсульт и спустя два дня, 2 января, он умер от кровоизлияния в мозг, не дожив до шестидесяти лет.
Похоронен на Головинском кладбище в Москве.

## Лаборатория
— Горячим энтузиастом идеи воздушной подушки он был, а начал с испытания простенькой модели.
(Константин Данилович Богачёв, ближайший помощник)
По его описанию, эта модель была в виде перевёрнутого таза. В центре этого «таза» расположен электрический мотор с винтом, который нагнетал воздух. Модель отрываясь от пола, зависала на высоте нескольких миллиметров. В течение около пяти лет Левков занимался испытанием этой модели.
В середине 1920-х годов предложил создать в ДПИ авиационное отделение с аэродинамической лабораторией. По причине отсутствия средств и проекта, идея Левкова была поддержана общественными организациями.
Вместе со своими студентами разрабатывал чертежи аэродинамической трубы со скоростью воздушного потока около 30 м/сек. Весной 1926 года состоялось официальное открытие лаборатории, построенной своими силами, где началась большая научно-исследовательская работа. Многие исследования выполнялись по заданию промышленности. Некоторыми из тем были: определение местных сопротивлений воздуховодов, исследование ветровых нагрузок на ангары, конструирование и испытания ветросиловых установок.

## Испытания на Копанском озере
В современной литературе о судах на воздушной подушке (СВП) часто встречается информация о том, что первые практические СВП были спроектированы англичанином Кристофером Сиднеем Коккерели в 1959 году. Однако, ещё за 25 лет до этого профессор Новочеркасского политехнического института Левков уже создал и испытывал на Копанском озере катера на воздушной подушке.
Испытание первого в мире катера на воздушной подушке (Л-1) прошло на полигоне возле деревни Пейпия Кингисеппского района Ленинградской области в 1934 году.
Идея бесколесного вездехода на воздушной подушке принадлежит Константину Эдуардовичу Циолковскому. В двадцать седьмом году вышла его книжка «Сопротивление воздуха и скорый поезд». Мы в Новочеркасском политехническом институте сразу же заинтересовались идеей транспорта на воздушной подушке и решили попробовать воплотить её в жизнь.

(В. И. Левков)
В 1927 году специалист по аэродинамике Левков начал проводить опыты над моделями аппаратов на воздушной подушке. В 1934 году, было испытано первое в мире судно на воздушной подушке — катер Л-1.
Работы были секретными, поэтому подробности о испытании на Копанском озере стали впервые известны исследователям только после публикации книги адмирала Никитина «Катера пересекают океан». Одну из глав он полностью посвятил испытанием СВП на Копанском озере, где он командовал дивизионом радиоуправляемых торпедных катеров в Пейпии.
Эти события происходили в тот период, когда конструкторы кораблей в очередной раз столкнулись с проблемой увеличения скорости кораблей, подводных лодок, катеров и судов. Возможности водоизмещающего режима плавания к этому моменту были исчерпаны полностью. Возможности глиссирующего режима плавания были ограничены. На эту тему в Советской России тонкие исследования провёл молодой авиаконструктор будущий академик А. Н. Туполев. Он создал формулы для практических расчётов глиссирующих судов. Открывалась неясна перспектива для судов, которые бы парили над поверхностью воды.
В конце 1930-х годов моряки на манёврах Балтийского флота замечали как вдали, на горизонте с большой скоростью проносились какие-то катера. На глаз, их скорость была не менее 50 узлов. Очевидцам не верили. Ни один из известных кораблей и катеров того времени такой скорости развить не мог.
Старый кораблестроитель рассказывал: «Я стоял на палубе нового миноносца. Корабль проходил испытания. Вдруг я увидел, как пронёсся катер и быстро обогнал нас. Рассмотреть его никто толком не успел. По роду своей работы я знал, что это за „штука“, однако рассказывать не имел права. Взяв у командира бинокль, я внимательно осмотрел берег, с которого сошёл катер, но там уже ничего не было видно…» Это был катер, сконструированный по типу СВП профессора Левкова. Его катера выглядели необычно. Широкая и плоская платформа несла сзади два самолётных киля. Первая практическая конструкция СВП была итогом интенсивной работы в течение нескольких лет. Вторая по счёту модель выглядела по-другому. Она была уже не круглой, а вытянутой, каплевидной формы. Там, в вырезах, в наклонном положении стояли электродвигатели с пропеллерами. Именно этот прототип лег в основу СВП.

### Л-1
в 1934 году, было испытано первое в мире судно на воздушной подушке. Это был катер Л-1. Идеи, заложенные в основу СВП, привлекли внимание военного ведомства, и Левков был приглашён на работу в Москву, в Московский авиационный институт. В багаже он привёз с собой двухметровую рабочую модель СВП. В здании института для работы над этой темой был построен специальный бассейн. Испытания проходили успешно и однажды модель попросили показать начальнику военно-воздушных сил Алкснису, академику Юрьеву и знаменитому авиаконструктору Туполеву. Они оценили работу над моделью как перспективную и порекомендовали немедленно взяться за проект реального катера на воздушной подушке. Летом 1934 года катер «Л-1» был построен и первые испытания прошёл на Плещеевом озере недалеко от Москвы.

### Л-5[6]
Результаты первых практических испытаний легли в основу конструкции нового катера «Л-5», который весил уже более 8 тонн (1936 год). Он имел дюралюминиевый корпус катамаранного типа и развил на испытаниях скорость в 130 километров в час. Л-5 двигался не только над водной поверхностью, но и над сушей. Кроме кабины водителей имелось помещение для десантников и торпеды.
Испытания катера проводились уже на Копанском озере и на Финском заливе в районе деревни Пейпия Кингисеппского района Ленинградской области. «Здесь, как мы знаем, уже существовал полигон для испытания новейших секретных катеров». Этим дивизионом катеров командовал капитан-лейтенант Никитин.
В одну из ночей осени 1937 года его разбудили по срочному делу. На полигон везли объект, который запрещено было расчехлять. На время перевозки объекта пришлось демонтировать перила моста, так как они мешали перевозке. Когда в эллинге с объекта сняли брезент, перед Никитиным оказался секретный «Л-5». Это был блестящий, удлинённый дюралюминиевый корпус с необычными высокими самолётными килями. На катере стояли два авиационных мотора М-45 по 850 лошадиных сил. Двигатели располагались в носовой и кормовой части. Как объяснил конструктор, движение вперёд осуществлялось изменением потока воздуха под днищем катера. Катер мог «парить» на месте, разворачиваться и двигаться в любом направлении.
Сначала катер испытали на то, как он держится над землёй, потом испытания перенесли на воду. Для моряков было необычно, что их одевают в лётную форму, которая защищала от вибрации и рёва могучих авиационных двигателей. На мерной линии катер показал фантастическую скорость — 130 километров в час.
После того, как команда набралась опыта в управлении катером по схеме СВП, испытания перевели на акваторию финского залива. В основном катера испытывались в Копорской губе. Катер успешно преодолевал волнение в 3 балла, хотя испытания на дальность перехода выявили, что двигатели в таком режиме долго работать не могут. Они перегревались вследствие недостатка мощности.
Испытания катера продолжились и осенью. Они показали, что он может проходить и над сплошным льдом и отдельными льдинами. Первым командиром «Л-5» был И. Ф. Кудин, командиром электромеханической боевой части В. С. Камаев. В испытаниях часто принимал участие конструктор В. И. Левков, дивизионный штурман Т. И. Савенков и минёр И. Ф. Кудин. После продолжительных испытаний выяснилось, что кроме перегрева двигателей конструкция обладает ещё одним существенным недостатком. При перекладке воздушных рулей на большой угол она стремилась опрокинуться.

### Л-9, Л-11, Л-13
Левков также сконструировал и построил катера Л-11 и Л-13, испытания которых проходили весной 1939 года. На Л-11 стояли три авиационных звездообразных двигателя воздушного охлаждения, а на Л-13 (как на Л-5 и Л-9) два двигателя, но под углом 45° к горизонту в надежде, что это улучшит охлаждение. Эти СВП уже проходили над заторами сплавляемых по реке брёвен, речным перекатам, выходили на обрывистый берег и преодолевали глубокие рвы. Это обстоятельство поначалу очень удивляло сигнальщиков на флотских постах, принимавших СВП за обычные торпедные катера. Сохранилась запись в вахтенном журнале:

Торпедный катер выполз на берег и скрылся в лесу…

Уже до войны катер на воздушной подушке мог найти практическое применение. Руководитель экспедиции по снятию со льдины дрейфующей станции «Северный полюс 1» П. И. Смирнов-Светловский решил взять на борт ледокола «Красин» катер Л-9. Это был небольшой катер с деревянным корпусом и двумя 140-сильными двигателями. От Ленинграда до Кронштадта его решили перегнать надо льдом Финского залива. Трасса перегона была не обследована, и катер повредил корпус о торосы. До отхода ледокола отремонтировать его не удалось.
Полностью испытать суда помешала Великая Отечественная война. Хотя уже были сконструированы катера весом 15 и 30 тонн. В конце августа 1941 года местность в районе Копанского озера была оккупирована немецко-фашистскими войсками, и катера накануне оккупации из Пейпии были перегнаны в Кронштадт, на базу Литке. Там они и простояли до 1947 года, когда были признаны устаревшими и уничтожены. Столь же печальной оказалась судьба единственного шестимоторного катера: его пытались переправить из Москвы в Горький, но бои приближались к столице, и катер сожгли.

## Послевоенный период
После Великой Отечественной войны советскими конструкторами были сконструированы несколько СВП для народного хозяйства. Это — «Нева», «Радуга», «Горьковчанин», «Сормович» и другие типы судов. В Ленинградской области на Свирской судоверфи (посёлок Никольский) строилось судно СВП «Гепард».